# Санта-Джуста

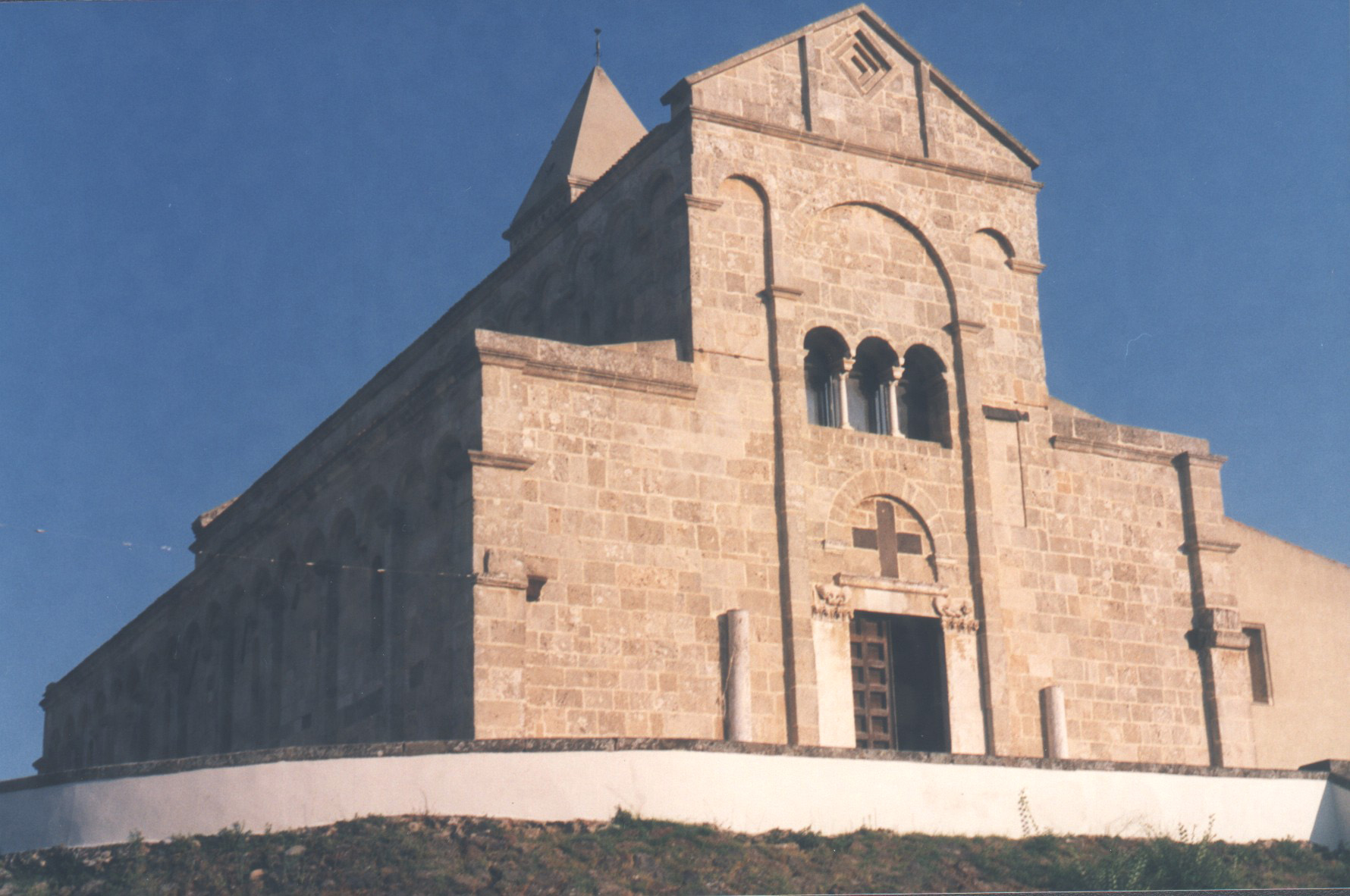
Собор святой Иусты

Санта-Джуста (итал. Santa Giusta) — коммуна в Италии, располагается в регионе Сардиния, подчиняется административному центру Ористано.
Население составляет  4 784 человек (30-6-2019), плотность населения составляет 69,11 чел./км². Занимает площадь 69,22 км². Почтовый индекс — 9096. Телефонный код — 0783.
Покровительницей коммуны почитается святая Иуста, празднование 14 мая.

## История
Современная Санта-Джуста была основана на руинах древнего финикийского портового города Отока, большая часть которого находится на дне озера, отделённого от Средиземного моря небольшим перешейком. Раскопки обнаружили 50 амфор и первую камерную гробницу финикийского происхождения, найденную в Италии. Археологи во главе с Карло дель Вайсом из Университета Кальяри планируют раскопать часть озера, где 100 амфор, по-видимому, расположены на деревянной платформе, покрытой толстым слоем грязи.

## Основные достопримечательности
Собор Санта-Джуста, бывший собор, а теперь небольшая базилика, памятник романской архитектуры.

## Известные личности
- Сальваторе Гарау (род. в 1953) — живописец, гравёр, скульптор, мастер инсталляции, музыкант и писатель.

## Примечание
1. ↑  Statistiche demografiche ISTAT. demo.istat.it. Дата обращения: 27 ноября 2019. Архивировано 24 июля 2019 года.
2. ↑  Richard Talbert. Barrington Atlas of the Greek and Roman World (англ.). Map 48. ISBN 0-691-03169-X
3. ↑  "Excavation planned for Phoenician city." United Press International, 18 Aug. 2007.  Архивная копия от 30 сентября 2007 на Wayback Machine